# 赫梅利謝
49°55′59″N 28°44′18″E / 49.93306°N 28.73833°E
赫梅利謝（烏克蘭語：Хмелище），是烏克蘭的村落，位於該國北部日托米爾州，由別爾季切夫區負責管轄，始建於1604年，面積1.43平方公里，海拔高度250米，2001年人口290，人口密度每平方公里202.51人。